# De Jamblinne de Meux

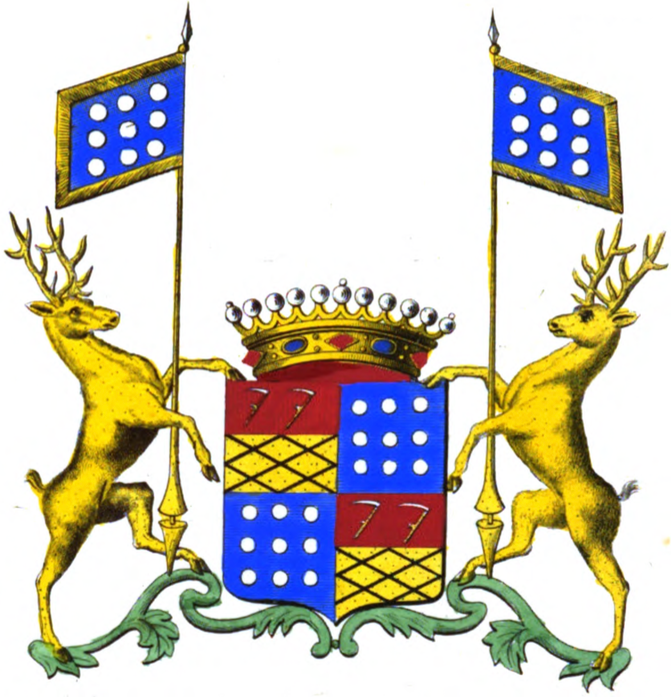
Wapen de Jamblinne en de Jamblinne de Meux

De Jamblinne en de Jamblinne de Meux is een Belgische adellijke familie.

## Geschiedenis
- In 1721 werd Herman de Jamblinne, heer van Hautain en Noville-sur-Mehaigne, toegelaten tot de staten van het graafschap Namen. Hij was een overgrootoom van de hierna behandelde Jerôme en Charles de Jamblinne.
- In 1772 werd Philippe-Maximilien de Jamblinne, neef van de voorgaande, tot de staten van Namen toegelaten.

Antoine de Jamblinne (1765-1815), heer van Meux, Noville, Sclayn enz., en Anne de Legillon (1756-1802) waren de ouders. van de hiernavolgende Jerôme en Charles.

## Jérôme de Jamblinne
Jérôme Antoine Joseph Marie de Jamblinne (Namen, 1 juni 1786 - Elsene, 24 oktober 1863), maire en burgemeester van Geldenaken, was al 76 jaar oud toen hij in 1852 erkenning bekwam in de erfelijke adel met de titel baron, overdraagbaar bij eerstgeboorte. Hij trouwde in 1811 in Tienen met Charlotte de Villers (1788-1877). Ze kregen vier kinderen:
- Louis de Jamblinne (1814-1869), ambtenaar bij het ministerie van Justitie, trouwde in 1862 in Soissons met Aline Jodon de Villeroché (1833-1895). Ze kregen een enige dochter en dit betekende meteen het einde van deze familietak.
  - Emma de Jamblinne (1863-1927), trouwde in 1888 in Wierde met Edmond de Pierpont (1853-1929), kunstschilder, zoon van Théodore de Pierpont, burgemeester van Naninne. Ze kregen drie dochters, met afstammelingen tot heden.

## Charles de Jamblinne de Meux
Charles Joseph Antoine Amour de Jamblinne de Meux (Namen, 8 augustus 1789 - Brussel, 12 februari 1841) verkreeg in 1816 onder het Verenigd Koninkrijk der Nederlanden erkenning in de erfelijke adel en benoeming in de Ridderschap van Namen. Hij trouwde in 1817 in Tienen met Amélie de Herckenrode (1795-1877), dochter van baron Antoine de Herckenrode, burgemeester van Leuven. Ze kregen een zoon.
- Théophile de Jamblinne de Meux (1820-1912), ingenieur van Bruggen en Wegen en hoofdingenieur van de stad Brussel, kreeg in 1872 de titel baron, overdraagbaar op alle afstammelingen. Hij trouwde in 1853 in Versailles met Victoire Versteylen (1827-1907). Ze kregen vier zoons en een dochter.
  - Théophile de Jamblinne de Meux (1852-1926), generaal-majoor en directeur van het Koninklijk Legermuseum, trouwde in 1888 in Rotterdam met Louise Blankenheym (1865-1925). Ze kregen een zoon en een dochter.
    - Louis de Jamblinne de Meux (1890-1963), conservator van het Koninklijk Legermuseum, trouwde in 1921 in Brussel met Elisabeth Obert de Thieusies (1892-1945), dochter van Amaury Obert de Thieusies, burgemeester van Thoricourt. Zij was tijdens de Tweede Wereldoorlog bij verzetsgroep Comète actief, maar overleed in het concentratiekamp Ravensbrück. Ze kregen twee zoons en een dochter. 
      - Herman de Jamblinne de Meux (1922-1944), overleed op 7 april 1944 in het concentratiekamp Esterwegen.
      - Geoffroy de Jamblinne de Meux (1924-2007), trouwde in 1965 met Anne-Marie Coppée (1944). Ze kregen een zoon en een dochter. Zijn zoon, de enige mannelijke afstammeling, geboren in 1967, is ongehuwd en het uitdoven van deze tak is waarschijnlijk.

    - Antoinette de Jamblinne de Meux (1892-1982), trouwde in 1914 in Brussel met Harold de Hemptinne (1885-1962), zoon van graaf Ferdinand de Hemptinne (1854-1927), industrieel en voorzitter van het discontokantoor van de Nationale Bank van België in Gent. Het huwelijk bleef kinderloos.

  - Jules de Jamblinne de Meux (1854-1895), artilleriekapitein, trouwde in 1886 in Rotterdam met Philippine de Kuyper (1864-1949). Ze kregen een zoon en een dochter.
    - Robert de Jamblinne de Meux (1888-1938), redemptorist.
    - Marguerite de Jamblinne de Meux (1889-1946), trouwde in 1910 in Brussel met François de Hemptinne (1881-1962). Het huwelijk bleef kinderloos.

  - Clément de Jamblinne de Meux (1856-1917), cavaleriekapitein, trouwde in 1886 in Brussel met Marie-Jeanne Slingeneijer de Goeswin (1864-1939), zus van André Slingeneyer de Goeswin, generaal-majoor. Ze kregen drie zoons en drie dochters.
    - Ernest de Jamblinne de Meux (1887-1969), advocaat bij het hof van beroep in Brussel, trouwde in 1920 in Etterbeek met barones Thérèse d'Huart (1891-1950), kleindochter van baron Alfred d'Huart. Ze kregen vijf zoons en een dochter, met afstammelingen tot heden.
    - Geneviève de Jamblinne de Meux (1888-1944), trouwde in 1919 in Brussel met Paul Ullens de Schooten (1885-1956). Ze kregen zes zoons en een dochter, met afstammelingen tot heden.
    - Charles-Emmanuel de Jamblinne de Meux (1889-1963), trouwde in 1920 in Marche-en-Famenne met Ghislaine de Sauvage Vercour (1893-1980). Ze kregen drie zoons en drie dochters, met afstammelingen tot heden.
    - André de Jamblinne de Meux (1892-1967), trouwde in 1921 in Rijmenam met Madeleine de Meester de Betzenbroeck (1893-1938), kleindochter van Raymond de Meester de Betzenbroeck. Ze kregen drie zoons, met afstammelingen tot heden. Hij hertrouwde in 1946 in Sint-Lambrechts-Woluwe met haar nicht Marie-Henriette de Meester de Betzenbroeck (1911-1980). Ze kregen een zoon en een dochter, met afstammelingen tot heden.
    - Marie-Thérèse de Jamblinne de Meux (1896-1928)
    - Cécile de Jamblinne de Meux (1897-1966), trouwde in 1927 in Londen met Guillaume de Marcken de Merken (1876-1977). Ze kregen twee zoons, met afstammelingen tot heden.

  - Berthe de Jamblinne de Meux (1861-1954), trouwde in 1899 in Brussel met Georges Le Docte (1857-1935), ingenieur. Ze kregen een dochter, met afstammelingen tot heden.
  - Albert de Jamblinne de Meux (1866-1942), kapitein bij de cavalerie, trouwde in 1900 in Sint-Gillis met Coralie Emsens (1879-1940). Ze kregen een zoon en een dochter.
    - Suzanne de Jamblinne de Meux (1901-1978), trouwde in 1922 in Etterbeek met baron Robert de Bethune (1894-1953), zoon van baron Léon de Bethune, schepen van Aalst, diplomaat en volksvertegenwoordiger. Ze kregen twee dochters, met afstammelingen tot heden.
    - Werner de Jamblinne de Meux (1902-1985), trouwde in 1927 in Pepinster met Herniette Lejeune de Schiervel (1907-1986), kleindochter van Jean Lejeune de Schiervel. Ze kregen twee zoons en een dochter, met afstammelingen tot heden.

## Eerbetoon
- In Schaarbeek is er een Jamblinne de Meuxplein, in herinnering aan Théophile de Jamblinne de Meux, hoofdingenieur van de stad Brussel.